# White Lake (Wisconsin)
White Lake is een plaats (village) in de Amerikaanse staat Wisconsin, en valt bestuurlijk gezien onder Langlade County.

## Demografie
Bij de volkstelling in 2000 werd het aantal inwoners vastgesteld op 329. In 2006 is het aantal inwoners door het United States Census Bureau geschat op 330, een stijging van 1 (0,3%).

## Geografie
Volgens het United States Census Bureau beslaat de plaats een oppervlakte van 6,4 km², waarvan 5,7 km² land en 0,7 km² water. White Lake ligt op ongeveer 419 m boven zeeniveau.

## Plaatsen in de nabije omgeving
De onderstaande figuur toont nabijgelegen plaatsen in een straal van 32 km rond White Lake.